# 第一海軍卿
第一海軍卿 兼 海軍参謀長（だいいちかいぐんきょう けん かいぐんさんぼうちょう、First Sea Lord and Chief of the Naval Staff、略称: 1SL/CNS）は、イギリス海軍の武官の最高位。
国防参謀総長、国防参謀次長、陸軍参謀総長、空軍参謀総長、戦略軍司令官と共に参謀長委員会を構成する。

## 名称
1771年にファースト・ネイヴァル・ロード（First Naval Lord）が設けられ、1868年にファースト・シー・ロード（First Sea Lord）と改称されたが、役割は同じであり、日本語では両者とも第一海軍卿と訳される。
1917年以降の正式名称 First Sea Lord and Chief of the Naval Staff は、第一海軍卿 兼 海軍参謀長と和訳される。

## 概要
イギリス海軍武官（制服組）の最高ポストである第一海軍卿は、同時に海軍本部委員会（Admiralty Board） の一員でもあり、同委員会における制服組のトップである。
他国の海軍において第一海軍卿に相当する官は、日本では旧海軍の軍令部総長や海上自衛隊の海上幕僚長、アメリカにおいては海軍作戦部長である。
1964年に海軍省、陸軍省、航空省が国防省に統合されることとなり、海軍本部も国防省に吸収されたが、第一海軍卿の役職名は維持された。
2017年現在、第一海軍卿は、国防参謀総長を長とする参謀長委員会（それぞれ、アメリカ軍の統合参謀本部議長、統合参謀本部に相当）のメンバーであり、国防相と首相を補佐する。
2020年現在、第一海軍卿を筆頭とする、イギリス海軍のシニア・ネイヴァル・スタッフ（Senior Naval Staff）は下記の通りである。
- 第一海軍卿 兼 海軍参謀総長（First Sea Lord and Chief of Naval Staff）
- 第二海軍卿 兼 海軍参謀次長（Second Sea Lord and Deputy Chief of Naval Staff）：人事・装備・インフラを管掌
- 艦隊司令官（Fleet Commander）：艦船の造修を管掌

### ファースト・ロード (First Lord of the Admiralty) との相違
ファースト・ロード (First Lord of the Admiralty）は、海軍本部（Admiralty、イギリス海軍を統括・管理する機関）における政治家のポストであり、「海軍大臣」あるいは「海軍卿」と和訳するのが一般的である。
通常は、「第一海軍卿」と和訳されていれば、イギリス海軍における最高位の武官であり、本記事の主題である、「ファースト・ネーバル・ロード」または「ファースト・シー・ロード」を指す。

## 歴代第一海軍卿

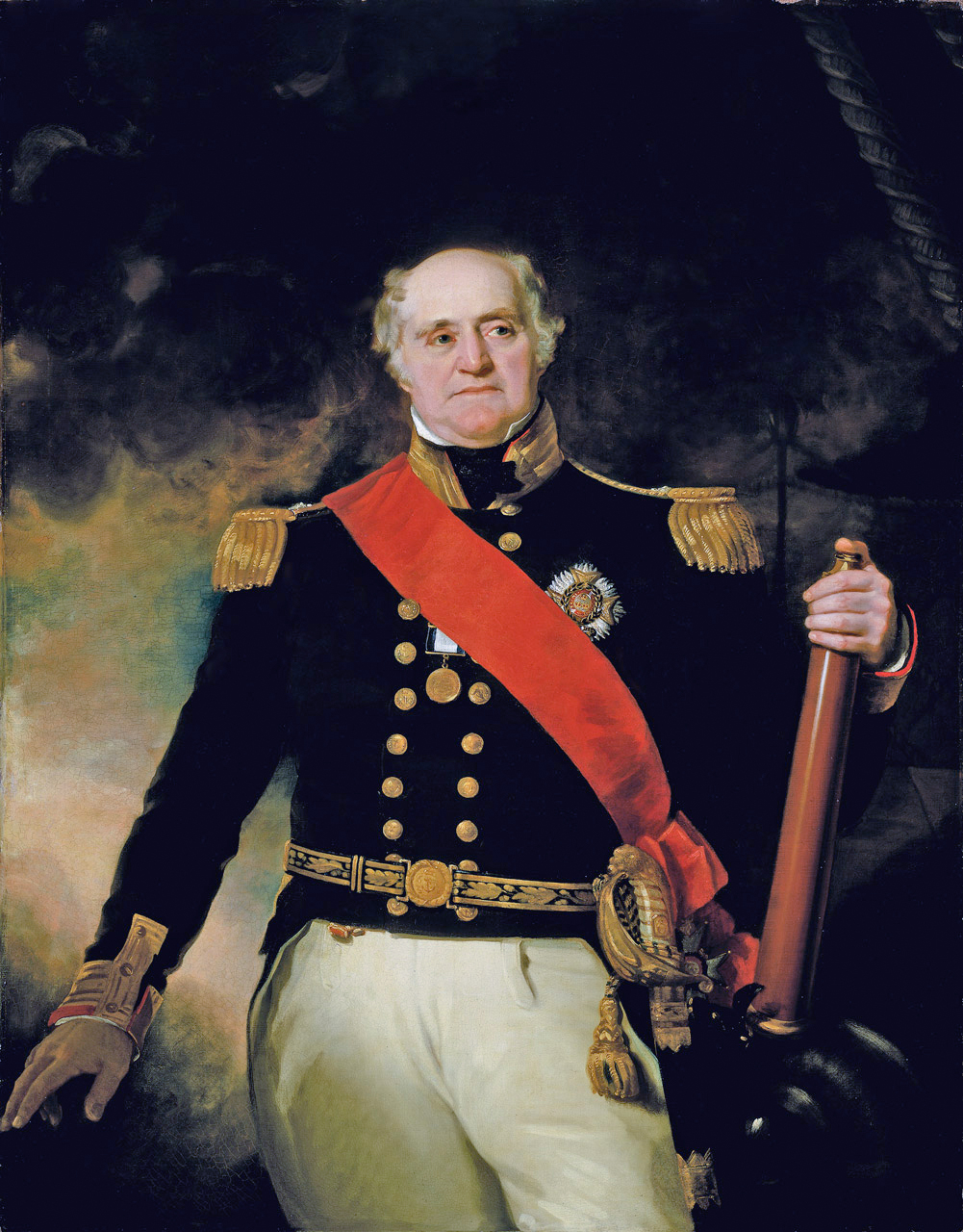
サー・トマス・ハーディ（1830年 – 1834年）

### ファースト・ネイヴァル・ロード（1771年 – 1868年）
- 1771年 – 1775年：オーガスタス・ハーヴィー
- 1775年 – 1779年：初代準男爵サー・ヒュー・パリザー（英語版）
- 1779年 – 1780年：ロバート・マン（英語版）
- 1780年 – 1782年：ジョージ・ダービー（英語版）
- 1782年 – 1783年：初代準男爵サー・ロバート・ハーランド（英語版）
- 1783年：ヒュー・ピゴット（英語版）
- 1783年 – 1789年：ジョン・ルーソン＝ゴア閣下（英語版）
- 1789年 – 1795年：初代フッド男爵サミュエル・フッド
- 1795年：サー・チャールズ・ミドルトン
- 1795年 – 1801年：ジェームズ・ガンビア（英語版）
- 1801年 – 1804年：初代準男爵サー・トマス・トラウブリッジ
- 1804年 – 1806年：ジェームズ・ガンビア（英語版）
- 1806年 – 1807年：ジョン・マーカム（英語版）
- 1807年 – 1808年：ジェームズ・ガンビア（英語版）
- 1808年 – 1812年：第2代準男爵サー・リチャード・ビッカートン（英語版）
- 1812年 – 1813年：ウィリアム・ドメット（英語版）
- 1813年 – 1816年：サー・ジョセフ・ヨーク（英語版）
- 1816年 – 1820年：サー・グラハム・ムーア（英語版）
- 1820年 – 1827年：サー・ウィリアム・ジョンストン・ホープ（英語版）
- 1828年 – 1830年：第10代準男爵サー・ジョージ・コバーン（英語版）
- 1830年 – 1834年：サー・トマス・ハーディ
- 1834年：ジョージ・ヘニッジ・ダンダス
- 1834年：チャールズ・アダム（英語版）
- 1834年 – 1835年：第10代準男爵サー・ジョージ・コバーン（英語版）
- 1835年 – 1841年：サー・チャールズ・アダム（英語版）
- 1841年 – 1846年：第10代準男爵サー・ジョージ・コバーン（英語版）
- 1846年：初代準男爵サー・ウィリアム・パーカー（英語版）
- 1846年 – 1847年：サー・チャールズ・アダム（英語版）
- 1847年 – 1852年：サー・ジェームズ・ダンダス（英語版）
- 1852年：モーリス・フィッツハーディング・バークリー閣下（英語版）
- 1852年 – 1854年：ハイド・パーカー（英語版）
- 1854年 – 1857年：モーリス・フィッツハーディング・バークリー閣下（英語版）
- 1857年 – 1858年：リチャード・サンダース・ダンダス閣下（英語版）
- 1858年 – 1859年：サー・ウィリアム・マーティン（英語版）
- 1859年 – 1861年：リチャード・サンダース・ダンダス閣下（英語版）
- 1861年 – 1866年：サー・フレデリック・グレイ閣下（英語版）
- 1866年 – 1868年：サー・アレグザンダー・ミルン（英語版）

### ファースト・シー・ロード（1868年-）

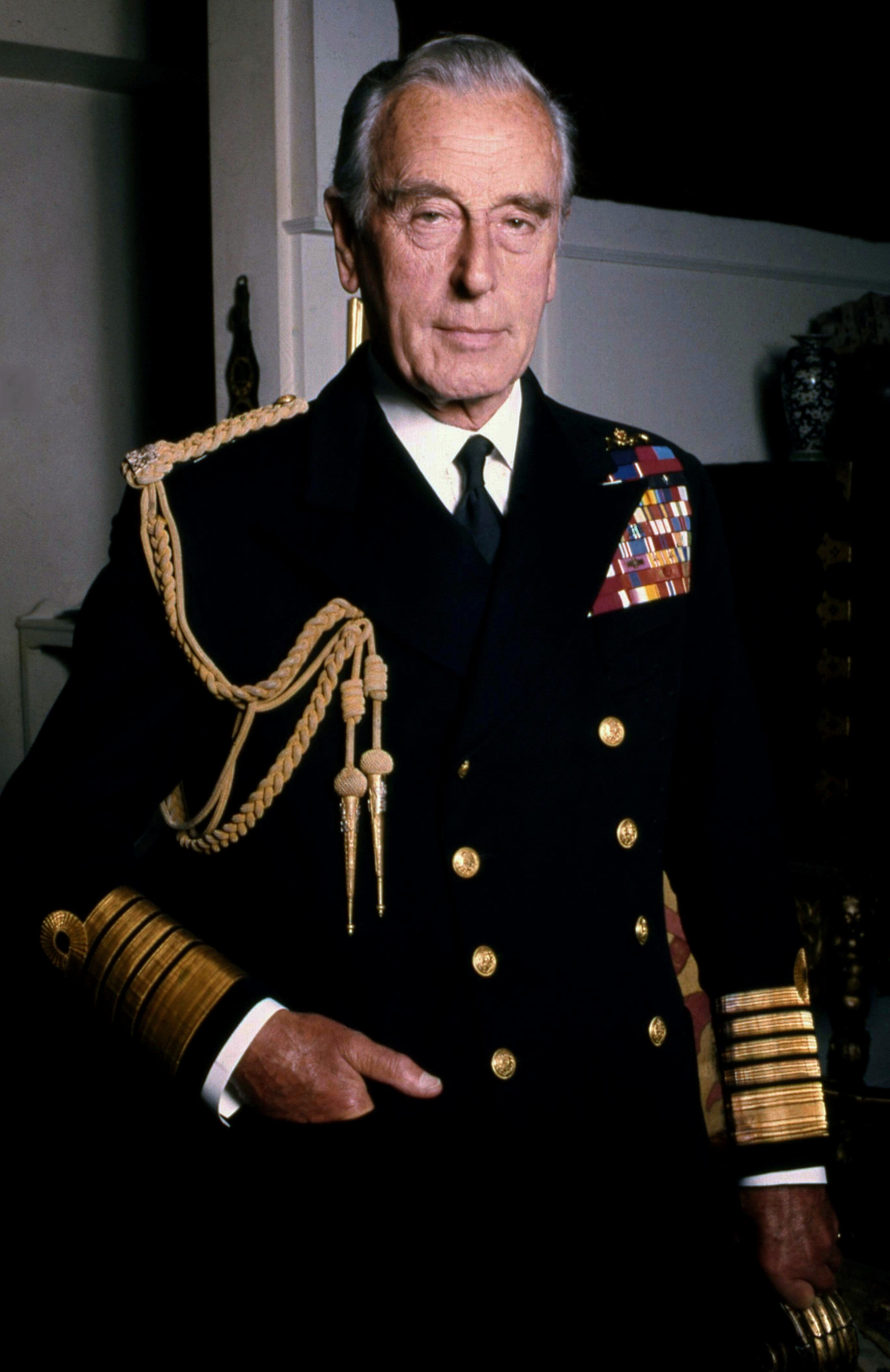
ルイス・マウントバッテン（1955年 – 1959年）

- 1868年 – 1872年：サー・シドニー・デイカーズ（英語版）
- 1872年 – 1876年：サー・アレグザンダー・ミルン（英語版）
- 1876年 – 1877年：サー・ヘイスティングズ・イェルヴァートン（英語版）
- 1877年 – 1879年：サー・ジョージ・ウェルズリー（英語版）
- 1879年 – 1885年：サー・アストリー・クーパー・キー（英語版）
- 1885年 – 1886年：サー・アーサー・フッド（英語版）
- 1886年：ジョン・ヘイ卿（英語版）
- 1886年 – 1889年：サー・アーサー・フッド（英語版）
- 1889年 – 1891年：サー・リチャード・ハミルトン（英語版）
- 1891年 – 1893年：サー・アンソニー・ホスキンス（英語版）
- 1893年 – 1899年：サー・フレデリック・リチャーズ（英語版）
- 1899年 – 1904年：ウォルター・カー卿（英語版）
- 1904年 – 1910年：サー・ジョン・フィッシャー
- 1910年 – 1911年：サー・アーサー・ウィルソン（英語版）
- 1911年 – 1912年：サー・フランシス・ブリッジマン（英語版）
- 1912年 – 1914年：ルイス・オブ・バッテンバーグ
- 1914年 – 1915年：初代フィッシャー男爵ジョン・フィッシャー
- 1915年 – 1916年：サー・ヘンリー・ジャクソン（英語版）
- 1916年 – 1917年：サー・ジョン・ジェリコー
- 1917年 – 1919年：サー・ロスリン・ウィームズ（英語版）
- 1919年 – 1927年：初代ビーティー伯爵デイヴィッド・ビーティー
- 1927年 – 1930年：サー・チャールズ・マッデン（英語版）
- 1930年 – 1933年：サー・フレデリック・フィールド（英語版）
- 1933年 – 1938年：初代チャットフィールド男爵アーンリ・チャットフィールド（英語版）
- 1938年 – 1939年：サー・ロジャー・バックハウス（英語版）
- 1939年 – 1943年：サー・ダドリー・パウンド
- 1943年 – 1946年：初代ハインドホープのカニンガム子爵アンドリュー・カニンガム
- 1946年 – 1948年：サー・ジョン・カニンガム（英語版）
- 1948年 – 1951年：初代ノース・ケープのフレイザー男爵ブルース・フレイザー
- 1951年 – 1955年：サー・ロードリック・マグリガー（英語版）
- 1955年 – 1959年：初代ビルマのマウントバッテン伯爵ルイス・マウントバッテン
- 1959年 – 1960年：サー・チャールズ・ラム（英語版）
- 1960年 – 1963年：サー・キャスパー・ジョン（英語版）
- 1963年 – 1966年：サー・デイヴィッド・ルース（英語版）
- 1966年 – 1968年：サー・ヴァリル・ベグ（英語版）
- 1968年 – 1970年：サー・マイケル・ル・ファヌ（英語版）
- 1970年 – 1971年：サー・ピーター・ヒル＝ノートン（英語版）
- 1971年 – 1974年：サー・マイケル・ポロック（英語版）
- 1974年 – 1977年：サー・エドワード・アシュモア（英語版）
- 1977年 – 1979年：サー・テレンス・レウィン（英語版）
- 1979年 – 1982年：サー・ヘンリー・リーチ（英語版）
- 1982年 – 1985年：サー・ジョン・フィールドハウス（英語版）
- 1985年 – 1989年：サー・ウィリアム・ステイヴリー（英語版）
- 1989年 – 1993年：サー・ジュリアン・オズワルド（英語版）
- 1993年 – 1995年：サー・ベンジャミン・バサースト（英語版）
- 1995年 – 1998年：サー・ジョック・スレイター（英語版）
- 1998年 – 2001年：サー・マイケル・ボイス
- 2001年 – 2002年：サー・ナイジェル・エッセナイ（英語版）
- 2002年 – 2006年：サー・アラン・ウェスト（英語版）
- 2006年 – 2009年：サー・ジョナソン・バンド（英語版）
- 2009年[5] - 2013年4月9日[6]：サー・マーク・スタンホープ（英語版）
- 2013年4月9日 – 2016年4月：サー・ジョージ・ザンベラス
- 2016年4月 – 2019年6月：サー・フィリップ・ジョーンズ（英語版）
- 2019年6月 – 2021年11月：サー・トニー・ラダキン
- 2021年11月 – ：サー・ベン・キー（英語版）